# Francisco Bertrand Barahona
Francisco Bertrand Barahona (Juticalpa; 9 de octubre de 1866 - La Ceiba; 15 de julio de 1926), doctor en medicina y cirugía, político hondureño, fue presidente provisional en dos ocasiones y seguidamente trigésimo segundo presidente Constitucional de la república de Honduras entre 1915 a 1919. Al intentar quedarse en la presidencia provocó el estallido de una revuelta armada en su contra.

## Biografía
Francisco Bertrand Barahona, nació en la ciudad de Juticalpa, departamento de Olancho, un 9 de octubre de 1866. Sus padres fueron Pedro Bertrand originario de Cataluña, España y la señora Josefa Barahona originaria de Juticalpa, Olancho. Falleció el 15 de julio de 1926, en La Ceiba, Atlántida.

## Vida política
El doctor Francisco Bertrand Barahona, fue presidente de Honduras en dos ocasiones, la primera lo fue como "Interino" entre los años de 1911 a 1912 ya que fue intermediario y conciliador entre el gobierno de Miguel Rafael Dávila Cuéllar.
Cuando el general Manuel Bonilla conduce la oposición político-militar contra el Gobierno de Miguel Rafael Dávila Cuéllar en 1910, la situación en Honduras era conflictiva. Para enero de 1911, las tropas de Bonilla ocupan todo el litoral Atlántico y organizan en la ciudad puerto de La Ceiba un gobierno provisional. La guerra civil conducía al País nuevamente a la bancarrota fiscal y el presidente Miguel R. Dávila asume personalmente la defensa de su gobierno. La intervención del gobierno de Estados Unidos de América obligó a las partes en conflicto a dirimir sus diferencias con la mediación norteamericana. Los representantes de las fuerzas en disputa se reúnen en el buque de guerra USS Tacoma de la armada de Estados Unidos de América anclado en Puerto Cortés. Acuerdan nombrar al primer designado Francisco Bertrand Barahona para terminar el período presidencial de Miguel R. Dávila. De esa forma Francisco Bertrand asume la Presidencia de Honduras y durante el período comprendido del 28 de marzo de 1911 al 1 de febrero de 1912 dirige los destinos de la administración del Estado de Honduras.
En octubre de 1911 se practicaron elecciones para escoger al Presidente y Vicepresidente de la República para el período 1912-1916. Los resultados electorales favorecieron a la fórmula Bonilla Chirinos - Bográn Barahona. El Vicepresidente Francisco Bográn Barahona presentó su renuncia el 22 de enero de 1912, a escasos días de la toma de posesión. Se practicaron elecciones para Vicepresidente y resultó elegido Francisco Bertrand Barahona.
El 20 de marzo de 1913, gravemente enfermo el presidente Manuel Bonilla Chirinos entrega la Presidencia al Vicepresidente Francisco Bertrand Barahona
La Segunda vez que fue presidente entre 1913-1915 cuando el General Manuel Bonilla Chirinos enfermo y se depositara la presidencia provisionalmente en la persona de Bertrand Barahona.
Durante el período comprendido del 20 de marzo de 1913 al 28 de julio de 1915 conduce los destinos de Honduras en su calidad de Vicepresidente finalizando el período constitucional de Manuel Bonilla. Deposita en el Primer designado Alberto Membreño Vásquez el 28 de julio de 1915 la administración del poder ejecutivo para buscar la elección presidencial. En octubre de 1915 los resultados electorales dieron el triunfo a la fórmula de Francisco Bertrand y Alberto Membreño Vásquez como Presidente y Vicepresidente, respectivamente. El 1 de febrero de 1916 tomó posesión del gobierno constitucional el Dr. Bertrand,
en dicha administración dejó la carretera que, iniciada por Terencio Sierra hasta inmediaciones de Támara, la continuó hasta la ciudad de Comayagua. Mediante la adquisición de un terreno para el gobierno, mando a construir el Palacete Presidencial (hoy museo gubernamental) y el edificio de la Central de Telégrafos.
La tercera ocasión de llevar los mandos de Honduras fue entre los años de 1915 de 1919 ganando las elecciones, en su último año de gobierno fue obligado a renunciar por apoyar a la candidatura presidencial de su cuñado Nazario Soriano, de tal forma, con su sucesión continuaría asesorando; los otros candidatos políticos de los otros partidos se aliaron para detener sus pretensiones y así reventó la primera guerra civil de Honduras o denominada "Revolución del 19" la cual concluyó con la intervención del diplomático de los Estados Unidos de América.
Por decreto legislativo del 4 de abril de 1919 se convocó a los hondureños para elegir las autoridades supremas de la República. La imposición del candidato oficialista Nazario Soriano nuevamente levanta la oposición contra el gobierno de Bertrand y la guerra civil es el escenario para dirimir los conflictos políticos. Durante los meses de julio y agosto Honduras es azotada por los efectos de la guerra civil y las pérdidas humanas y materiales son cuantiosas. Al no garantizar una elección transparente y el conflicto armado se profundiza, Bertrand deposita el poder ejecutivo en un Consejo de Ministros a partir del 9 de septiembre de 1919 y sale rumbo a Estados Unidos de América, donde residió, posteriormente regresa a Honduras en junio de 1926, y se radica en la ciudad de La Ceiba. Falleció el 15 de julio de 1926 quedando en sustitución Salvador Aguirre con un gobierno provisorio de no más de una semana, ya que tomó las riendas de la nación el Doctor Vicente Mejía Colindres.

## Administración gubernamental
Su gestión fue un "Gobierno de Integración Nacional" realizando entre muchas obras:
- a) Combatió el analfabetismo.
- b) Auspició la fundación de la primera Escuela Técnico Práctica para Señoritas.
- c) Creó escuelas primarias para impartir enseñanzas a los trabajadores en los Centros Industriales.
- d) Construyó el Puente de Pimienta sobre el Río Ulua.
- e) Construyó la antigua Casa Presidencial de Honduras.
- f) Construyó el Parque Herrera.
- g) Construyó el Parque Manuel Bonilla, en el Barrio La Leona.
- h) Prolongó el Ferrocarril Nacional de Honduras hasta Potrerillos.

Y otras obras de interés público.

## Gabinetes
Los miembros de sus gabinetes de gobierno:
| Gabinete de Gobierno                    | Gabinete de Gobierno   | Gabinete de Gobierno |
| --------------------------------------- | ---------------------- | -------------------- |
| Ministerio                              | Nombre                 | Período              |
|                                         |                        |                      |
| Gobernación y Justicia                  | Salvador Aguirre       | 1915-1919            |
| Relaciones Exteriores                   | Jesús Bendaña          | 1915-1919            |
| Guerra y Marina                         | Santiago Meza Calix    | 1915-1916            |
| Hacienda                                | Leopoldo Córdova       | 1915-1919            |
| Instrucción Pública                     | Federico Smith Venegas | 1915–1919            |
| Educación, Obras Públicas y Agricultura | Héctor Valenzuela      | 1915–1919            |

- Los ministros presentaron para el 16 de septiembre de 1919 su renuncia, debido al estallido de la primera guerra civil de Honduras o "Revolución del 19".

| Gabinete de Gobierno                    | Gabinete de Gobierno                       | Gabinete de Gobierno          |
| --------------------------------------- | ------------------------------------------ | ----------------------------- |
| Ministerio                              | Nombre                                     | Período                       |
|                                         |                                            |                               |
| Gobernación y Justicia                  | Vicente Mejía Colindres                    | 1919-16 de septiembre de 1919 |
| Relaciones Exteriores                   | Jesús María Alvarado                       | 1919-16 de septiembre de 1919 |
| Guerra y Marina                         | Salvador Machado Cisneros                  | 1916-16 de septiembre de 1919 |
| Hacienda                                | Antonio Bermúdez                           | 1919-16 de septiembre de 1919 |
| Ministerio Público                      | Santiago Meza Calix                        | 1919-16 de septiembre de 1919 |
| Educación, Obras Públicas y Agricultura | Vicente Tosta Carrasco/Remigio Díaz Zelaya | 1919-16 de septiembre de 1919 |

### Descendencia
El doctor Francisco Bertrand Barahona y su esposa Alvarado Buchard procrearon cuatro hijos:
- El coronel Francisco Bertrand Alvarado
- Martha Bertrand Alvarado que falleció en Nueva York
- Luz Bertrand Alvarado que fue representante de Honduras ante las Naciones Unidas y falleció en la ciudad de Nueva York.
- Victoria Bertrand Alvarado destacada poetisa que vivió en Nueva York y falleció en México, su seudónimo era Alma Fiori.

Mientras estudiaba medicina en la Universidad de El Salvador procreó dos hijos: Laura Azucena Bertrand y Francisco Bertrand.
Laura Azucena y Francisco Bertrand. El coronel Francisco Bertrand Alvarado hijo del expresidente, se casó con la mexicana Teresa de Torre, hija de Luis R. de Torre de origen español y Concepción Ruíz de origen mexicana. Teresa de Torre falleció a los 23 años y procrearon cinco hijos Francisco, Luis Carlos, María Luisa, Victoria y María Teresa Bertrand de Torre. Al enviudar el coronel Bertrand se volvió a casar con Betulia Ayes Rojas nacida en Juticalpa, Honduras e hija del Doctor Pablo Ernesto Ayes y de Elena Rojas Canela de Ayes y con ella procreó diez hijos: Elena, Luz, Alberto,los gemelos: Pedro y Pablo, María del Carmen (May), Martha Luz, a las gemelas: Luz Margarita y María Margarita; y Sophie Bertrand Ayes.